# Якубович Олександр Якович
Олександр Якович Якубович — (1739—1810) — генерал-майор, останній полковник Прилуцького полку Гетьманщини.

## Біографія
Старший син генерального єсаула Якова Дем'яновича Якубовича, народився в 1739 р. Послужний список: 1757 рік — ротмістр, 1764 — секунд-майор Ямбургського піхотного полку, 1766 — прем'єр-майор, 1 січня 1770 року — підполковник Московського карабінерного полку, 1784 — генерал-майор.
Брав участь у російсько-турецькій війні 1768—1774 років. Особливо відзначився в 1771 році під час здобуття турецької фортеці Гірсова і в бою 20 жовтня того ж року захопив берегову «батарею с 8-ю пушками и 6 знамен турецких», за що і був 14 грудня нагороджений орденом св. Георгія 4-го класу.
Крім того, О. Якубович воював під Бендерами, Тульчею, Дубасовим, Мачіним, Сілістрією.
В 1765—1769 роках О. Якубович брав участь у здійсненні генерального опису українських земель, започаткованого графом П. О. Румянцевим. Описував Переяславський козацький полк. В 1773 році призначений прилуцьким полковником і знаходився на цій посаді до скасування полкового управління в Малоросії в 1781 році.
Відомо про його участь у казанській експедиції по придушенню бунту О. Пугачова, де він керував особливим тисячним малоросійським військом (1774—1781).
В 1788 році був уже у відставці. Проживав у Прилуцькому повіті, де мав 317 душ селян. Був одружений із Марією Михайлівною Іваненко (1745—?), племінниці переяславського полковника Григорія Іваненка. Їхні діти: Іван, Олександр та Надія.
В 1810 році був ще живий. Існують матеріали справи Прилуцького земського суду по звинуваченню О. Я. Якубовича одним із його синів «в разных чародействах», але на яких фактах воно ґрунтувалося — невідомо. Його онук — декабрист Якубович Олександр Іванович